# John Montagu-Douglas-Scott, 7:e hertig av Buccleuch
John Montagu-Douglas-Scott, 7:e hertig av Buccleuch, 9:e hertig av Queensberry, född i London den 30 mars 1864, död den 18 oktober 1935, var en brittisk aristokrat.
Han tjänstgjorde i som officer i flottan och var därefter parlamentsledamot för Roxburgshire från 1895 till 1906.

## Familj
Hertigen var son till William Montagu-Douglas-Scott, 6:e hertig av Buccleuch och gift (i London 1893) med lady Margaret Bridgeman (1872-1954).

### Barn
- Lady Margaret Montagu-Douglas-Scott (1893-1976); gift 1926 med Adm.Sir Geoffrey Hawkins (1895-1980)
- Walter Montagu-Douglas-Scott, 8:e hertig av Buccleuch (1894-1973); gift 1921 med Vreda Esther Mary Lascelles (1900-1993)
- Lord William Montagu-Douglas-Scott (1896-1958); gift 1937 med Lady Rachel Douglas-Home (1910-1996)
- Lady Sybil Montagu-Douglas-Scott (1899-1990); gift 1919 med Charles Bathurst Phipps (1889-1960)
- Lady Alice Montagu-Douglas-Scott (1901-2004); gift på Buckingham Palace, London 1935 med Prins Henry, hertig av Gloucester (1900-1974)
- Lady Theresa Montagu-Douglas-Scott (1904-1984); gift 1929 med David George Brownlow Cecil, Lord Burghley (6:e markis av Exeter) (1905-1981) (skilda 1946)
- Lady Angela Christine Montagu-Douglas-Scott (1906-2000); gift 1936 med Vice-Adm Sir Peter Dawnay (1904-1989)
- Lord George Montagu-Douglas-Scott (1911-1999); gift 1938 med Mary Winona Mannin Bishop (1911-1998)